# Merzario A2
O  A2  é o modelo da Merzario da temporada de 1979 da F1. Foi guiado por Arturo Merzario e Gianfranco Brancatelli.